# Vorlesungen über den Islam
Dieser Artikel wurde in der Qualitätssicherung Religion eingetragen. Hilf mit, die inhaltlichen Mängel dieses Artikels zu beseitigen, und beteilige dich an der Diskussion.
Das Buch Vorlesungen über den Islam des Islamwissenschaftlers Ignaz Goldziher wurde im Jahr 1910 erstmals herausgegeben. In seinem Geleitwort zur 1925 posthum erschienenen 2. Auflage rühmt der Berliner Islamwissenschaftler Carl Heinrich Becker nicht nur das genannte Buch als „Standardwerk der Islamwissenschaft“, sondern auch den Verfasser als denjenigen, der – zusammen mit seinem Freund Christiaan Snouck Hurgronje – diesen Wissenschaftszweig erst erschaffen hat.

## Aufbau

### Erstes Kapitel
Das erste Kapitel des Buches beginnt unter dem Titel „Muhammed und der Islam“ mit der Definition des Wortes Islam als „die Hingabe der Gläubigen an Allah“. Der Schwerpunkt liegt dabei vor allem auf der Entwicklung der religiösen Ideen Mohammeds.

### Zweites Kapitel
Das zweite Kapitel „Die Entwicklung des Gesetzes“ beginnt mit einem Zitat von Anatole France: „Qui fait une religion ne sait pas ce qu’il fait“ und wird von Goldziher folgendermaßen übersetzt bzw. paraphrasiert:

„Selten ist ein Religionsstifter der grossen weltgeschichtlichen Tragweite seiner Schöpfung sich bewusst.“

In der Folge behandelt dieses Kapitel die Entstehung und Entwicklung des islamischen Rechtssystems, bedingt durch die schnelle Ausbreitung des Islams. Der Autor beschreibt Koran und Sunna als hauptsächliche Quellen des islamischen Rechts, überliefert in der traditionellen Form des Hadith sowie in einigen von den eroberten Völkern übernommenen Elementen. Analysiert werden insbesondere die Methoden dieses gewaltigen Kristallisationsprozesses, die Verfahren der Kasuistik sowie die Konzeption des Konsensus der islamischen Rechtsgelehrten (Idschmāʿ).

### Drittes Kapitel
Das Kapitel Dogmatische Entwicklung beschäftigt sich zunächst mit der theologischen Entwicklung des Islams. Beschrieben werden die Herausbildung der theologischen Dogmen und der philosophischen Ideen wie zum Beispiel freier Wille, Prädestination, ethischer Wert der Schriften, Anthropomorphismus, Attribute Gottes und Wesen des Korans. Die metaphysische Gedankenwelt wird von unterschiedlichen Schulen der islamischen Orthodoxie gepflegt: Achbariten, Kaisaniten, Dschabriten, Mutaziliten usw.

### Viertes Kapitel
Dass zur Zeit der Entstehung des Islams der Gedanke der Askese beherrschend und bedeutend war, damit beschäftigt sich Goldziher im nächsten Kapitel seines Buches, das den Titel Asketismus und Sūfismus trägt. Im Zusammenhang mit der Entstehung des Sufismus werden dessen christliche, neuplatonische und buddhistische Elemente nachgezeichnet. Untersucht werden zudem Glaubensinhalte und Praxis des Sufismus, seine Position gegenüber der islamischen Orthodoxie sowie unterschiedliche Reaktionen auf exzessiven Mystizismus bei Quschairi und Ghazali.

### Fünftes Kapitel
Das folgende Kapitel beschäftigt sich unter dem Titel Sektenwesen mit den Charidschiten und den Schiiten als den zwei wichtigsten Sekten des Islams. Ein grundlegender Begriff der Schia ist der Titel des Imam, einer religiösen und politischen Führungspersönlichkeit, die innerhalb der der Familie des Kalifen Ali vererbt wird. Einige Imame sind bekannt, andere verborgen. Erwähnt wird auch der Mahdi, eine messianische Figur mit zahllosen Erscheinungen in der Geschichte. Ignaz Goldziher legt den Schwerpunkt weniger auf die politische als auf die religiöse Seite der Schia und beschreibt ihre hauptsächlichen Gruppierungen: Zaiditen, Ismailiten, Drusen, Fatimiden, Assassinen usw.

### Sechstes Kapitel
Im letzten Kapitel Spätere Gestaltungen wird dargelegt, dass der jahrhundertelange Kampf zwischen Tradition und Neuerung (Bidʿa) sich bis in unsere Tage fortsetzt. Verglichen wird der arabische Wahhabismus, in dem das traditionelle Brauchtum beachtet wird, mit dem persischen Babismus, dessen Weiterentwicklung sich im Bahaitum als Universalreligion in Europa und Amerika ausbreitet. Einige kurze Ausführungen über die religiöse Bewegung des Islams in Britisch-Indien und Niederländisch-Indien, vom Großmogul Akbar I. bis zu der kurz zuvor entstandenen Ahmadiyya-Bewegung, beschließen dieses Meisterwerk.

## Wirkungsgeschichte
Unmittelbar nach seinem Erscheinen erwarb sich das Buch bleibende Hochschätzung in der Fachwelt; es wurde sowohl im Westen als auch im islamischen Kulturkreis in zahlreiche Sprachen übersetzt. In seiner Besprechung der Vorlesungen vermisst der Orientalist Max van Berchem zwar beispielsweise Ausführungen über den nordafrikanischen Maraboutismus, das Phänomen der Derwische oder die religiöse Bewegung des Islams in Russland und China, bezeichnet jedoch Goldziher abschließend als den unbestrittenen Meister der islamwissenschaftlichen Studien.
Es existieren mehrere arabische Versionen, darunter eine Online-Version von 2009. Eine hebräische Version, übersetzt von Martin Plessner, erschien 1951. Weitere Fassungen gibt es unter anderem auf Italienisch, Indonesisch, Persisch, Russisch, Türkisch, Ungarisch und Usbekisch.

## Ausgaben
- Ignaz Goldziher: Vorlesungen über den Islam. Carl Winter, Heidelberg 1910 (= Religionswissenschaftliche Bibliothek, Band 1) -(Digitalisat).
- Ignaz Goldziher: Vorlesungen über den Islam. Zweite, umgearbeitete Auflage von Franz Babinger mit einem Bild des Verfassers und einem Geleitwort von C. H. Becker. Carl Winter, Heidelberg 1925 (urn:nbn:de:kobv:517-vlib-7077).
- Ignaz Goldziher: Vorlesungen über den Islam (Unveränderter fotomechanischer Nachdruck der 2., umgearbeiteten Auflage Heidelberg 1925), WBG Wissenschaftl. Buchgesellschaft, Darmstadt 1963 DNB 451611543.

## Referate und Rezensionen
- Carl Heinrich Becker: Ignaz Goldziher […], Vorlesungen über den Islam. In: Deutsche Literaturzeitung, Jg. 32, Nr. 10 vom 11. März 1911 (Digitalisat: online).
- Max van Berchem: Ignaz Goldziher. Vorlesungen über den Islam. In: Journal des savants. Bd. 9, Nr. 7, 1911, S. 332–334 (Digitalisat: online) (französisch).
- Max Horten: Goldziher, Prof. Ignaz: Vorlesungen über den Islam. In: Theologische Literaturzeitung, Jg. 36, Nr. 1, vom 7. Januar 1911, S. 1–3 (Digitalisat: online).